# Чемпионат Германии по регби
Чемпионат Германии по регби (нем. Deutsche Rugby-Meisterschaft) — первенство Германии по регби-15 в высшем дивизионе (нем. Rugby-Bundesliga). Соревнование проводится под руководством Немецкой федерацией регби. Лига является преимущественно любительской, только две («Франкфурт 1880» и «Хайдельбергер РК») из лучших десяти команд дивизиона обладают профессиональным статусом.
В сезоне 2012/13 формат турнира претерпел серьёзные изменения: число участников возросло с 10 до 24, лига была разделена на четыре региональных группы. Второй дивизион чемпионата Германии — Вторая Бундеслига — отныне будет проводиться по таким же правилам. В чемпионате выступает одна команда из Люксембурга.

## История
Первый чемпионат Германии был проведён в 1909 году. С самого начала лучшая команда страны определялась в рамках финального матча (или матчей) — единственное исключение составил сезон 2001/02. Создание Бундеслиги произошло в 1971 году в ФРГ, в период разделения Германии. Вскоре состав участников стабилизировался: в двух группах лиги играло 16 команд, половина которых представляла северную часть страны, другая половина — южную. При этом пять южных команд играли в городе Хайдельберг, а после 1975 года все северные базировались в Ганновере.
Порядок проведения турнира несколько раз менялся. В сезоне 1997/98 лига насчитывала восемь клубов — разделение по группам было упразднено. В 1998—2001 годах снова была введена система региональных дивизионов. По три лучшие команды из обоих дивизионов проходили в финальную часть соревнования, которая проводилась по двухкруговой системе. Затем два лидера финальной части играли в финальном раунде, также состоявшем из двух встреч. Худшие три команды каждой региональной группы проводили мини-турнир с лучшими клубами Второй Бундеслиги за право продолжить выступления в ведущем дивизионе.
С 2001 года концепция региональных групп вновь покинула регламент, и вновь восемь команд проводили турнир в два круга. Лучшие коллективы сезона боролись за чемпионский титул, причём финальный раунд теперь включал только одну встречу. Первый сезон нового формата, 2001/02 впервые в истории немецкого регби завершился вместе с регулярным чемпионатом, и его победитель — «ДРК Ганновер» — также стал чемпионом страны. Интересно, что в первых 34 финалах Бундеслиги неизменно играла какая-либо команда из Ганновера. Традиция прервалась только в 2006 году, и с тех пор в решающем матче не играл ни один клуб из этого города.
Чемпион сезона 2007/08, «Франкфурт 1880», до того не становился чемпионом в течение 83 лет (с 1925 года). 19 июля 2008 года прошла ежегодная встреча Германской федерации регби, на которой было решено расширить состав участников высшего дивизиона, а также несколько изменить регламент. В сезоне 2008/09 играли девять клубов, а через год Бундеслига насчитывала уже десять участников. Была реформирована система плей-офф — теперь в финальную стадию проходили четыре лучших клуба. В 2009 году за право остаться в высшей лиге непосредственно соревновались две команды. Спустя сезон Бундеслигу покинули уже два коллектива, а борьбу за продолжение выступлений в элите провели четыре команды.
Уровень команд первого и второго дивизионов немецкого регби сильно различается. Клуб «Виктория Линден», одержавший победу в Северном и Восточном дивизионе Второй Бундеслиги 2009/10, отказался от повышения в классе, отметив в качестве причин дополнительные расходы на транспорт и ограниченный подбор игроков, не позволявший конкурировать в высшей лиге. Чемпион Южного и Западного дивизиона, «Штутгарт», также отказался от выхода в Первую Бундеслигу. Так, число участников главной лиги страны сократилось до восьми. Кроме того, впервые высший дивизион должен был остаться без участия ганноверских команд. Клуб «Ганновер 78» выразил протест в отношении сокращения лиги. В июле 2010 года делегаты ежегодного собрания национальной федерации приняли решение о предоставлении команде места в числе участников Бундеслиги на следующий сезон. В феврале 2011 года федерация объявила о скором расширении числа участников до десяти.
В июле 2012 года собрание федерации одобрило проект реформации Бундеслиги, предложенный бывшим игроком сборной Германии Мануэлем Вильгельмом. Новая система предполагает участие 24 команд, распределённых по четырём региональным группам. В финал отныне будут выходить не четыре, а восемь коллективов. Одна из главных целей реформы — сокращение расходов клубов, связанных с транспортировкой.

## Участники
Сезон 2012/13.

### Северная группа
- «Виктория Линден»
- «Гамбург»
- «Ганновер 78»
- «Германия Лист»
- «Санкт-Паули»

### Восточная группа
- «Берлин»
- «Берлин 03»
- «Берлин 92»
- «Лейпциг»
- «Потсдам»

### Западная группа
- «Ахен»
- «Кёльн»
- «Люксембург»
- «Майнц»
- «Франкфурт 1880»
- «Хойзенштамм»

### Южная группа
- «Нойенхайм»
- «Пфорцхайм»
- «РГ Хайдельберг»
- «Хайдельбергер РК»
- «Хайдельбергер ТВ»
- «ТСВ Хандшусхайм»

## Результаты
Чемпион Германии определяется по результатам финального матча (за исключением сезона 2001/02), который на данный момент разыгрывают две лучшие команды регулярного сезона.
| Сезон     | Победитель         | Второе место       | Результат     |
| 1971/72   | «Виктория Линден»  | «Нойенхайм»        | 17:16         |
| 1972/73   | «Хайдельбергер РК» | «Риклинген 08»     | 3:0           |
| 1973/74   | «Риклинген 08»     | «Хайдельбергер ТВ» | 15:9          |
| 1974/75   | «Виктория Линден»  | «Хайдельбергер РК» | 12:4          |
| 1975/76   | «Хайдельбергер РК» | «Виктория Линден»  | 35:0          |
| 1976/77   | «Германия Лист»    | «Хайдельбергер РК» | 16:9          |
| 1977/78   | «Линден 1897»      | «ТСВ Хандшусхайм»  | 24:16         |
| 1978/79   | «Германия Лист»    | «Хайдельбергер ТВ» | 9:0           |
| 1979/80   | «РГ Хайдельберг»   | «Линден 1897»      | 16:10         |
| 1980/81   | «Германия Лист»    | «Хайдельбергер РК» | 28:19         |
| 1981/82   | «Ганновер 78»      | «РГ Хайдельберг»   | 15:6          |
| 1982/83   | «Ганновер 78»      | «РГ Хайдельберг»   | 16:12         |
| 1983/84   | «Ганновер 78»      | «Виктория Линден»  | 27:6          |
| 1984/85   | «Ганновер 78»      | «РГ Хайдельберг»   | 24:9          |
| 1985/86   | «Хайдельбергер РК» | «Ганновер 78»      | 15:9          |
| 1986/87   | «Виктория Линден»  | «Ганновер 78»      | 24:0          |
| 1987/88   | «ДРК Ганновер»     | «Ганновер 78»      | 12:9          |
| 1988/89   | «Виктория Линден»  | «Берлин»           | 20:6          |
| 1989/90   | «Ганновер 78»      | «Нойенхайм»        | 31:4          |
| 1990/91   | «Ганновер 78»      | «Виктория Линден»  | 6:3           |
| 1991/92   | «Виктория Линден»  | «Риклинген 08»     | 59:3          |
| 1992/93   | «Виктория Линден»  | «Ганновер 78»      | 18:14         |
| 1993/94   | «Виктория Линден»  | «Хайдельбергер ТВ» | 15:3          |
| 1994/95   | «Нойенхайм»        | «Виктория Линден»  | 14:13         |
| 1995/96   | «Виктория Линден»  | «РГ Хайдельберг»   | 9:8           |
| 1996/97   | «РГ Хайдельберг»   | «Виктория Линден»  | 15:13         |
| 1997/98   | «ДРК Ганновер»     | «Виктория Линден»  | 25:20         |
| 1998/99   | «ДРК Ганновер»     | «РГ Хайдельберг»   | 24:10 / 11:22 |
| 1999/2000 | «ДРК Ганновер»     | «Виктория Линден»  | 45:12 / 34:3  |
| 2000/01   | «ДРК Ганновер»     | «Нойенхайм»        | 28:16 / 8-13  |
| 2001/02   | «ДРК Ганновер»     | «РГ Хайдельберг»   | не проводился |
| 2002/03   | «Нойенхайм»        | «ДРК Ганновер»     | 18:9          |
| 2003/04   | «Нойенхайм»        | «ДРК Ганновер»     | 23:18         |
| 2004/05   | «ДРК Ганновер»     | «ТСВ Хандшусхайм»  | 21:9          |
| 2005/06   | «РГ Хайдельберг»   | «Нойенхайм»        | 13:9          |
| 2006/07   | «РГ Хайдельберг»   | «Франкфурт 1880»   | 23:15         |
| 2007/08   | «Франкфурт 1880»   | «РГ Хайдельберг»   | 28:13         |
| 2008/09   | «Франкфурт 1880»   | «Хайдельбергер РК» | 11:8          |
| 2009/10   | «Хайдельбергер РК» | «Франкфурт 1880»   | 39:22         |
| 2010/11   | «Хайдельбергер РК» | «Франкфурт 1880»   | 12:9          |
| 2011/12   | «Хайдельбергер РК» | «Пфорцхайм»        | 20:16         |
| 2012/13   | «Хайдельбергер РК» | «Нойенхайм»        | 41:10         |

### Победители и финалисты
| Клуб               | Победы | Игр в финале |
| «Виктория Линден»  | 8      | 15           |
| «ДРК Ганновер»     | 7      | 9            |
| «Хайдельбергер РК» | 7      | 11           |
| «Ганновер 78»      | 6      | 10           |
| «РГ Хайдельберг»   | 4      | 10           |
| «Нойенхайм»        | 3      | 7            |
| «Германия Лист»    | 3      | 3            |
| «Франкфурт 1880»   | 2      | 5            |
| «Линден 1897»      | 1      | 2            |
| «Риклинген 08»     | 1      | 3            |
| «Хайдельбергер ТВ» | 0      | 3            |
| «ТСВ Хандшусхайм»  | 0      | 2            |
| «Пфорцхайм»        | 0      | 1            |
| «Берлин»           | 0      | 1            |

## Индивидуальная статистика
Лучшие бомбардиры сезонов (по количеству попыток и очков):
| Сезон   | Игрок                              | Попытки | Игрок                                | Очки |
| ------- | ---------------------------------- | ------- | ------------------------------------ | ---- |
| 2008/09 | Александр Пипа («ТСВ Хандшусхайм») | 22      | Торстен Видеманн («ТСВ Хандшусхайм») | 212  |
| 2009/10 | Александр Пипа («ТСВ Хандшусхайм») | 22      | Фабиан Хаймпель («РГ Хайдельберг»)   | 225  |
| 2010/11 | Кейн Элисара(«Хайдельбергер РК»)   | 27      | Кейран Манавату («Франкфурт 1880»)   | 282  |
| 2011/12 | Кейн Элисара («Хайдельбергер РК»)  | 31      | Люк Маггеридж («Хайдельбергер РК»)   | 234  |